# Caraguatay (San Pedro del Paraná)
Caraguatay es una localidad San Pedro del Paraná ubicada en el Departamento de Itapúa.

## Toponimia
El nombre de la localidad derivaría del guaraní caraguata y, «en los campos, especialmente en los esterales es muy frecuente una variedad del caraguata que crece en los lugares húmedos o con agua, esta última palabra en guaraní se traduce "y"»

## Geografía
Cuenta con tres zonas más o menos diferenciadas, en primer lugar la zona que en cierto modo le dio en nombre, una extenso pastisal, donde en las zonas un poco más húmedas se encuentra el caraguatá; después nos encontramos con leves alturas cubiertas por un bosque relativamente bajo, su tierra por lo general es arenosa; en tercer lugar nos encontramos con las últimas ramificaciones de la cordillera San Rafael, esta zona si no es rocosa, cuenta con unas tierras más ricas, y ya son tierra roja.

### Población
Su población es cada vez más escasa por la continua migración, especialmente hacia Argentina, como en muchos otros lugares del distrito, la población joven emigra de manera continua, quedando así una población mayoritariamente de adultos y ancianos.

## Economía
La economía se basa prácticamente en las remesas que aportan los familiares desde el exterior. Los cultivos y la cría de algunos ganados de corral son más bien para subsistencia
- Datos: Q5748839